# Ulu Grosbard
Ulu Grosbard est un metteur en scène de théâtre et réalisateur de cinéma américain d'origine belge, né le 9 janvier 1929 à Anvers, et mort le 19 mars 2012 à New York. Il a fait sa carrière aux États-Unis.

## Biographie
Ulu Grosbard naît le 9 janvier 1929 à Anvers sous le nom d'Israel Grosbard : « Ulu » est le surnom que lui donnait son frère. Anvers est le centre de l'industrie du diamant et le jeune Grosbard débute lui aussi comme tailleur de diamants. Au cours de la Seconde Guerre mondiale, sa famille émigre à La Havane. Il reste quatre ans à Cuba où il continue de tailler des diamants. En 1948, il obtient un visa d'entrée aux États-Unis, et s'inscrit à l'université de Chicago, où il obtient un Master of Arts. Ensuite, il étudie encore un an à l'université Yale avant de rejoindre l'armée américaine. Pendant ses études, il rencontre l'actrice Rose Gregorio, qu'il épouse douze ans plus tard. En 1954, il devient citoyen américain.
Pendant les années 1960 ans, il travaille surtout pour le théâtre. C'est à New York qu'il met en scène ses premières productions, qui sont souvent de grands succès. En peu de temps il se fait un grand nom au Broadway theatre. En 1964, il est nommé pour un Tony Award dans la catégorie du meilleur metteur en scène, pour la pièce The Subject Was Roses. Auparavant il avait été inscrit dans la catégorie des grands noms comme Elia Kazan, Mike Nichols et Joshua Logan. L'auteur de The Subject Was Roses remporte plus tard le prix Pulitzer pour sa pièce. Il faut attendre 1977 avant que Grosbard ne reçoive encore une nomination pour un Tony Award.  
Il contribue à lancer les carrières de Robert Duvall, Dustin Hoffman et Jon Voight, qu'il dirige tous trois en 1965 dans une mise en scène de la pièce Vu du pont, d'Arthur Miller.
En 1968, il réalise l'adaptation cinématographique de The Subject Was Roses. Pour ce film, il peut compter, tout comme pour la version théâtrale sur les talents d’acteur entre autres du jeune Martin Sheen et de Jack Albertson. Le film est bien accueilli et vaut un Oscar à Albertson. Ce n’est pas la première expérience cinématographique de Grosbard. Auparavant, il avait travaillé en tant que second réalisateur sur des films comme L'Arnaqueur (1961). En 1971, il signe son deuxième film comme réalisateur, Qui est Harry Kellerman ?. Ce film, avec Dustin Hoffman dans le rôle principal, vaut à l'actrice Barbara Harris une nomination à un Oscar. Grosbard réalise ensuite Le Récidiviste, toujours avec Dustin Hoffman. Le comédien, qui pensait initialement réaliser le film lui-même, trouve cette tâche impossible à cumuler avec son travail d'acteur et demande à son ami Grosbard de le remplacer derrière la caméra. Les difficultés du tournage entraînent cependant la fin de l'amitié entre les deux hommes. 
Grosbard revient au cinéma quelques années plus tard, avec le polar Sanglantes Confessions, avec Robert Duvall et Robert De Niro et le film sentimental  Falling in Love, toujours avec De Niro qui y donne la réplique à Meryl Streep. Il reste ensuite dix ans sans travailler pour le cinéma, jusqu'à Georgia en 1995. Il réalise son dernier film quatre ans plus tard.

## Filmographie
- 1968 : Trois Étrangers (The Subject Was Roses)
- 1971 : Qui est Harry Kellerman ? (Who Is Harry Kellerman and Why Is He Saying Those Terrible Things About Me?)
- 1978 : Le Récidiviste (Straight Time)
- 1981 : Sanglantes Confessions (True Confessions)
- 1984 : Falling in Love
- 1995 : Georgia
- 1999 : Aussi profond que l'océan (The Deep End of the Ocean)